# Prionocolea marginata
Prionocolea marginata là một loài Rêu trong họ Lejeuneaceae. Loài này được (R.M. Schust.) R.M. Schust. miêu tả khoa học đầu tiên năm 1992.